# یوهو ونولا
یوهو ونولا (انگلیسی: Juho Vennola؛ ۱۹ ژوئن ۱۸۷۲ – ۳ دسامبر ۱۹۳۸) یک سیاست‌مدار اهل فنلاند بود.